# Club Deportivo El Nacional Femenino
El Club Deportivo El Nacional Femenino es un equipo de fútbol femenino ecuatoriano de la ciudad de Quito, Ecuador, juega en la Sede del Club ubicada en Tumbaco, y en el Estadio Olímpico Atahualpa. El equipo forma parte del Club Deportivo El Nacional. El entrenador actual es José María Garay.

## Uniforme
- Uniforme titular: Camiseta roja, pantalón rojo, medias rojas.
- Uniforme alterno: Camiseta turquesa, pantalón turquesa, medias turquesas.

### Auspiciantes
| Indumentaria  |           |
| Período       | Proveedor |
| 2019-presente |           |

| Patrocinador |                                                     | |
| Período      | Patrocinador oficial                                | Patrocinador secundario                                                                                    |
| 2019         | Banco General Rumiñahui, ANDEC, San Francisco Ltda. | Gatorade, Radiólogos Asociados, AWA (pantaloneta); Roland (medias), ESPE, Súper Éxito, Martinizing, GOLTV. |

## Estadio

### Complejo Deportivo El Sauce
La Cancha principal del Complejo Deportivo El Sauce, propiedad del Club Deportivo El Nacional, es donde juega de local El Nacional Femenino, se encuentra ubicado en la ciudad de Quito, en la parroquia de Tumbaco.
 
En el complejo del Club se han realizado los partidos en los cuales El Nacional Femenino ha fungido de local, dentro de la Superliga Femenina.

## Datos del club
- Última actualización: 2 de agosto de 2021.
- Temporadas en Serie A: 3.
- Mejor puesto en la liga: Campeón.º (2020).[4]
- Mayor goleada a favor en torneos nacionales:
  - 12 - 0 contra Aucas (15 de mayo de 2019).[5]
- Mayor goleada en contra en torneos nacionales:
  - 1 - 6 contra Ñañas (13 de junio de 2021).
- Mayor goleada a favor en torneos internacionales:
- Mayor goleada en contra en torneos internacionales:
  - 0 - 16 contra Corinthians (5 de marzo de 2021)[6]
- Máxima goleadora histórica: Nayely Bolaños (41 goles anotados en partidos oficiales).
- Máxima goleadora en torneos nacionales: Nayely Bolaños (41 goles).
- Máxima goleadora en torneos internacionales: Karen Villa (1 gol).
- Primer partido en torneos nacionales:
  - El Nacional 3 - 0 América de Quito (27 de abril de 2019 en el Complejo Deportivo El Sauce).
- Primer partido en torneos internacionales:
  - Corinthians 16 - 0 El Nacional (5 de marzo de 2021 en el Estadio Nuevo Francisco Urbano.

### Resumen estadístico
- Última actualización: 2 de agosto de 2021.

| Competición                               | Part | PJ | PG | PE | PP | GF  | GC | DG  | PTS | Mejor resultado |
| ----------------------------------------- | ---- | -- | -- | -- | -- | --- | -- | --- | --- | --------------- |
| Torneos nacionales                        |      |    |    |    |    |     |    |     |     |                 |
| Campeonato Ecuatoriano de Fútbol Femenino | 3    | 50 | 32 | 6  | 12 | 138 | 50 | +88 | 102 | Campeón         |
| Torneos internacionales                   |      |    |    |    |    |     |    |     |     |                 |
| Conmebol Libertadores Femenina            | 1    | 3  | 0  | 0  | 3  | 2   | 22 | -20 | 0   | Primera Fase    |
| Total                                     | 4    | 53 | 32 | 6  | 15 | 140 | 72 | 68  | 102 | 1 título        |

## Jugadoras

### Plantilla 2021
- Última actualización: enero de 2021.

### Goleadoras

#### Máximas goleadoras históricas
- Última actualización: 2 de agosto de 2021.

| N.° | Jugador           | Temporadas    | Goles |
| --- | ----------------- | ------------- | ----- |
| 1.  | Nayely Bolaños    | 2019 - 2020   | 41    |
| 2.  | Madelin Riera     | 2020          | 20    |
| 3.  | Joselyn Espinales | 2019 - 2021   | 17    |
| 4.  | Rocío Mora        | 2019 - 2020   | 8     |
| 5.  | Mickaela Calisto  | 2019          | 8     |
| 6.  | Ericka Gracia     | 2020          | 5     |
| 7.  | Carina Caicedo    | 2020          | 5     |
| 8.  | Sonia Ferrín      | 2019-2020     | 5     |
| 9.  | Melany Tapuy      | 2021-presente | 4     |

#### Goleadoras en Superliga Femenina
| N.° | Jugador       | Temporada | Goles |
| --- | ------------- | --------- | ----- |
| 1   | Madelin Riera | 2020      | 20    |

## Entrenadores
| N.° | Entrenador       | Período | Títulos                                       |
| --- | ---------------- | ------- | --------------------------------------------- |
| 1   | Mauricio Andino  | 2019.   |                                               |
| 2   | Wendy Villón     | 2020.   | Súperliga Ecuatoriana de Fútbol Femenino 2020 |
| 3   | José María Garay | 2021.   |                                               |

## Palmarés

### Torneos nacionales
| Competición                                    | Títulos | Subcampeonatos |
| ---------------------------------------------- | ------- | -------------- |
| Súperliga Ecuatoriana de Fútbol Femenino (1/0) | 2020.   |                |